# Zsolt Borkai
Zsolt Borkai (né le 31 août 1965 à Győr, Győr-Moson-Sopron) est un gymnaste hongrois, président du Comité olympique hongrois de 2010 à 2017 et maire de Győr depuis 2006

## Biographie
Membre du Fidesz depuis 2010 (le parti politique de Viktor Orbán) et maire de Győr depuis 2006, Zsolt Borkai est impliqué dans une affaire de prostitution et de consommation de stupéfiants. Quelques jours avant les élections municipales d'octobre 2019 (auxquelles il s'est représenté en tant que candidat du Fidesz), un blogueur anonyme du nom de “ezazördögügyvédje” (“je suis l'avocat du diable” en français) diffuse plusieurs articles, avec photos et vidéos à l'appui, montrant le maire, accompagné d'un l'avocat et homme d'affaires Zoltán Rákosfalvy, s'adonner à une orgie en compagnie de jeunes femmes, sur un yacht en Croatie. Selon les accusations du blogueur, le maire l'aurait personnellement chargé de lui trouver des prostituées ainsi que de la cocaïne, afin de “relâcher la tension”. Les enregistrements dateraient de 2018, aux alentours de la Pentecôte, selon l'auteur. Les media hongrois ont repris l'affaire: notamment Index.hu, HVG et Alfahír. Outre les actes sexuels évoqués ci-dessus, l'une des jeunes femmes impliquées aurait obtenu des fonds de l'UE pour l'aider à monter son entreprise.
Athlète olympique, il  remporte la médaille d'or sur son cheval latéral aux Championnats du monde de gymnastique à Rotterdam en 1987 et la médaille de bronze  à la barre fixe, .En 1988, il participe aux Jeux Olympiques d'été de Séoul et remporte la médaille d'or avec Ljubomir Geraskow et Dmitri Bilosertschew. Les trois gymnastes ont obtenu une note de 19,950
De 2010 à 2017, il est  président du Comité national olympique hongrois.
Il démissionne du Fidesz après les élections d'octobre 2019.

## Palmarès

### Jeux olympiques
- Séoul 1988
  -  médaille d'or au cheval d'arçons

### Championnats du monde
- Rotterdam 1987
  -  médaille d'or au cheval d'arçons
  -  médaille de bronze à la barre fixe

### Championnats d'Europe
- Oslo 1985
  -  médaille d'or à la barre fixe
  -  médaille de bronze au saut de cheval